# 亚洲太平洋自由贸易区
亚洲太平洋自由贸易区（英語：Free Trade Area of the Asia-Pacific, FTAAP），简称亚太自由贸易区或亚太自贸区，是亚洲太平洋经济合作组织（APEC）为了消除各成员国之间的贸易壁垒，推动亚太地区经济一体化而设置的一种更高门槛的地区性自由贸易区。

## 演进历史
1994年在印度尼西亚茂物召开的APEC会议上提出了“茂物目标”，该目标旨在实现发达经济体在2010年前、发展中经济体在2020年前贸易和投资自由化。
2004年APEC企业咨询委员会（ABAC）第二次大会期间，加拿大ABAC代表共同提出FTAAP构想，建议在APEC架构下成立FTAAP。但当时的APEC领导人高峰会议并未接受此提议。国际经济研究所的Fred Bergsten和ABAC主席Hernan Somerville对此提案进行了辩论。 直至2006年ABAC委托太平洋经济合作理事会（PECC）对FTAAP构想进行政治经济分析以及可行性研究。
在2009年11月APEC第十七次领导人非正式会议上通过《新加坡宣言》，将研讨一系列推动亚太自由贸易区形成的可能途径。
2010年11月APEC第十八次领导人非正式会议在日本横滨闭幕。峰会通过《横滨宣言》，呼吁各国采取措施推动亚太自由贸易区的形成。